# مليار

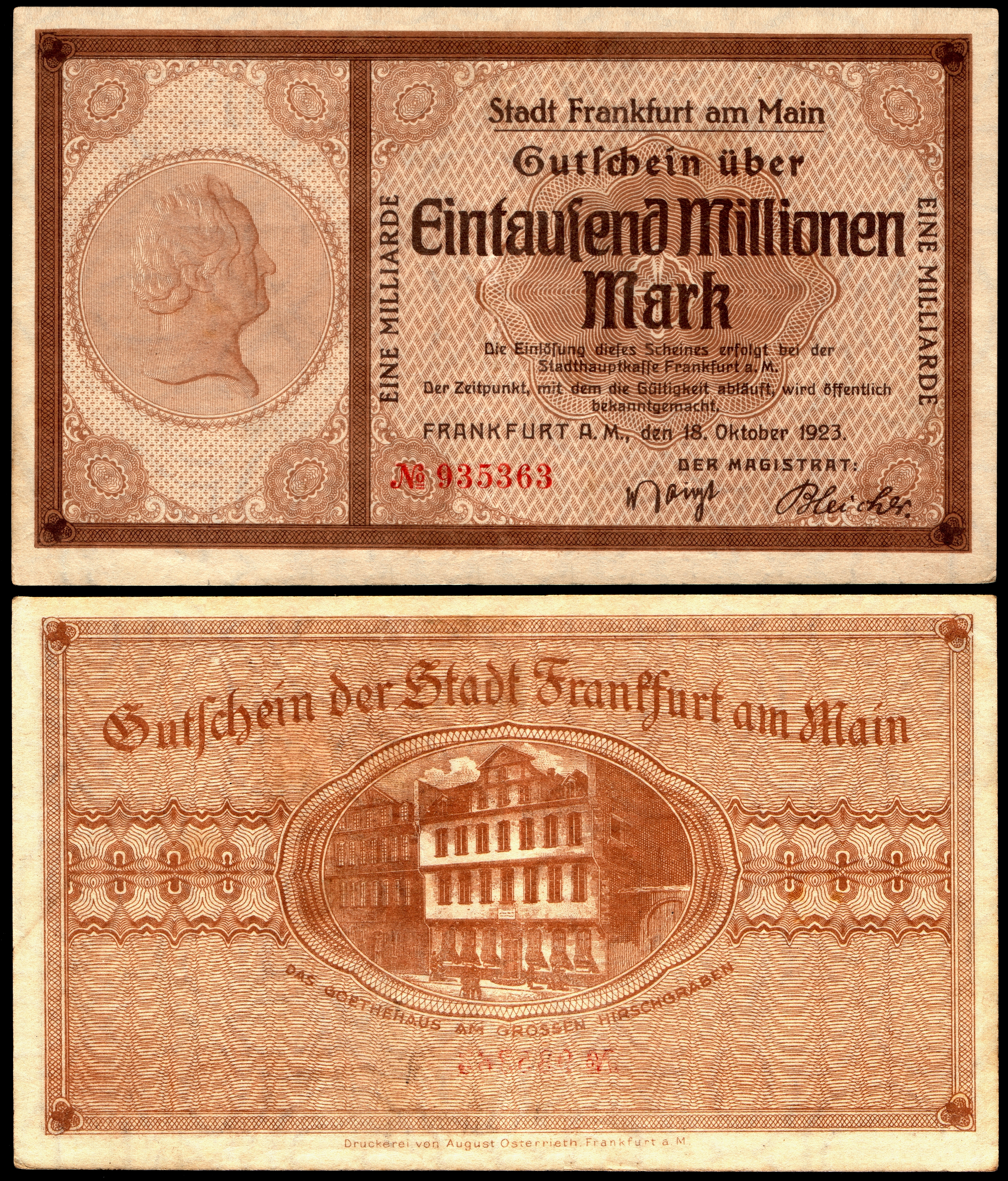
ورقة نقدية بقيمة مليار مارك.

المليار (بالفرنسية: Milliard) هو لفظ علمي مشتق من أصل فرنسي ويعني عددًا يساوي 109، أي ألف مليون (1,000,000,000 - 9 أصفار). الكلمة مستخدمة في اللغة العربية ولغات أخرى كثيرة للإشارة إلى ذاك العدد. يسمى العدد بالإنجليزية بليون (بالإنجليزية: Billion) وهو حالياً مرادف للمليار في الدول الناطقة بالإنجليزية.
يستخدم في العلوم وفي الهندسة الكهربائية للتعبير عن هذا العدد سابقة « جيجا » طبقا ل نظام الوحدات الدولي SI.

## اختلاف البليون الألماني والفرنسي عن البليون الإنجليزي والأمريكي
أخذت كلمة بليون عن الألمانية. وكلمة بليون الألمانية تعني «مليون مليون». يستخدم في اللغة الألمانية التعبير «مليار» للتعبير عن الألف مليون.
أي أن:
البليون يُعَرف حسب المقياس القصير بـ«ألف مليون» = 1,000,000,000= 109 (عشرة مرفوعة للأس التاسع). هذا النظام هو السائد في عدة دول منها على سبيل المثال بريطانيا، الولايات المتحدة الأمريكية، والوطن العربي، وغيرها من البلدان كالبرازيل وتركيا وروسيا.
في الإنجليزية  بليون  = 1,000,000,000
وفي المقياس الطويل يعرف البليون بـ«مليون مليون» = 1,000,000,000,000 = 1012 (عشرة مرفوعة للأس الثاني عشر). هذا هو النظام المستخدم في عدة دول أبرزها ألمانيا، فرنسا، والعديد من الدول الناطقة بالإسبانية.
وفي الألمانية والفرنسية  بليون = 1,000,000,000,000

## مثال على الاستخدام المختلف للفظ بليون
في وباء فيروس كورونا، قام مجلس الشيوخ الأمريكي بالموافقة على خطة إنعاش اقتصادي بلغت قيمتها 2 تريليون دولار أمريكي بحسب الإعلام الأمريكي، أو 2 بليون دولار أمريكي بحسب الإعلام الألماني، وفي الحقيقة يبقى المبلغ هو نفسه وإن اختلفت التسميَة ويساوي 2,000,000,000,000 دولار أمريكي.